# Хайнрих II фон Хонщайн
Хайнрих I (II) фон Хонщайн (на немски: Heinrich I (II) von Honstein; * ок. 1225, замък Хонщайн; † 24 януари между 1284 и 1286 и 1293) е граф на Хонщайн (1249) до Южен Харц, наследник в Клетенберг (1253), господар в 1/2 Кирхберг и Ерих (1259), в Гройсен (1260), получава от ландграф Албрехт фон Тюрингия замък Шпатенберг, всички съдилища, полета, гори (1263), в Зьомерда (1268), сеньор на фамилията (1280), споменат в документи (1233 – 1285).

## Произход
Той е единственият син на граф Дитрих I (II) фон Хонщайн († 23 юли 1249), фогт фон Хонщайн, фогт на манастир Хомбург, и съпругата му Хедвиг фон Брена от род Ветини († ок. 1264), графиня фон Алтенбург (1264), дъщеря на граф Фридрих II фон Брена и Ветин († 1221) и Юдит фон Цигенхайм († 1220), дъщеря наследничка на граф Фридрих фон Цигенхайн († 1221). Той има две сестри София († 1259), омъжена на 15 март 1247 г. за роднината си граф Хайнрих III фон Шварцбург († 1258/1259), и Хедевигис († 1294), омъжена на 24 април 1246 г. за роднината си граф Фридрих IV (III) фон Байхлинген и Лохра († 1275)
През 1253 г. Графството Клетенберг е извоювано и се присъединява към Графство Хонщайн.

## Фамилия
Хайнрих I (II) фон Хонщайн се жени пр. 1253 г. за Мехтилд фон Регенщайн (* пр. 1246; † 21 октомври между 1283 и 1286), дъщеря на граф Улрих I фон Регенщайн († 1265/1267). Те имат децата:
- Дитрих II фон Хонщайн-Клетенберг († между 28 май и 11 август 1309), граф на Хонщайн-Клетенберг-Арнсберг-Зондерсхаузен, женен пр. 28 февруари 1282 г. за принцеса София фон Анхалт-Бернбург († сл. 1322/1330)
- Хайнрих III (* ок. 1256, † между 10 август 1305 и 13 декември 1305), граф на Хонщайн-Арнсберг-Зондерсхаузен, женен пр. 28 ноември 1282 г. за Юта фон Равенсберг († пр. 10 август 1305)
- Улрих († 1294/1296)
- Елгер († 14 майи 1300), пропст на „Св. Кръст“ в Нордхаузен, домхер в Бремен (1288), домхер в Магдебург (1289)
- Елгер „Млади“ († сл. 1302), тевтонски рицар (1288), комтур в Рогенхузен (1301 – 1302)
- Лукагард († сл. 1279), омъжена за граф Албрехт IV фон Барби († сл. 1312), син на Валтер VII фон Барби († 1271)
- Ода († пр. 21 юли 1312)
- Хедвиг († сл. 1264), монахиня в манастир Нойверк (Нордхаузен) (1264)
- Мехтилд († сл. 1298), монахиня в манастир Нойверк (Нордхаузен) (1264)
- Улрих († мекду 6 май 1294 и 23 декември 1296), минорен (1263), домхер в Майсен (1275), домхер във Вюрцбург (1288 – 1289), домхер (1292 – 1293), катедрален схоластикус в Халберщат (1294)
- Юта († сл. 1269)
- Лутрадис († сл. 1282)